# Trabajo en madera

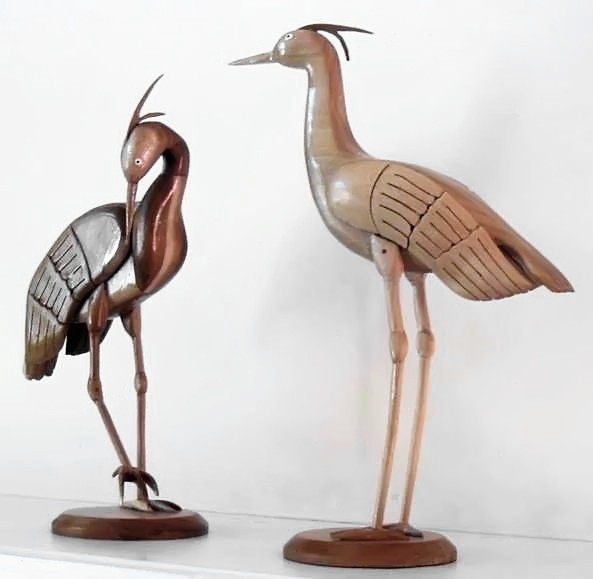
Los artistas utilizan el trabajo en madera para crear esculturas delicadas.

El trabajo en madera es la actividad o habilidad de fabricar artículos de madera e incluye muebles, talla de madera, encastrado de carpintería y torneado de madera.

## Historia

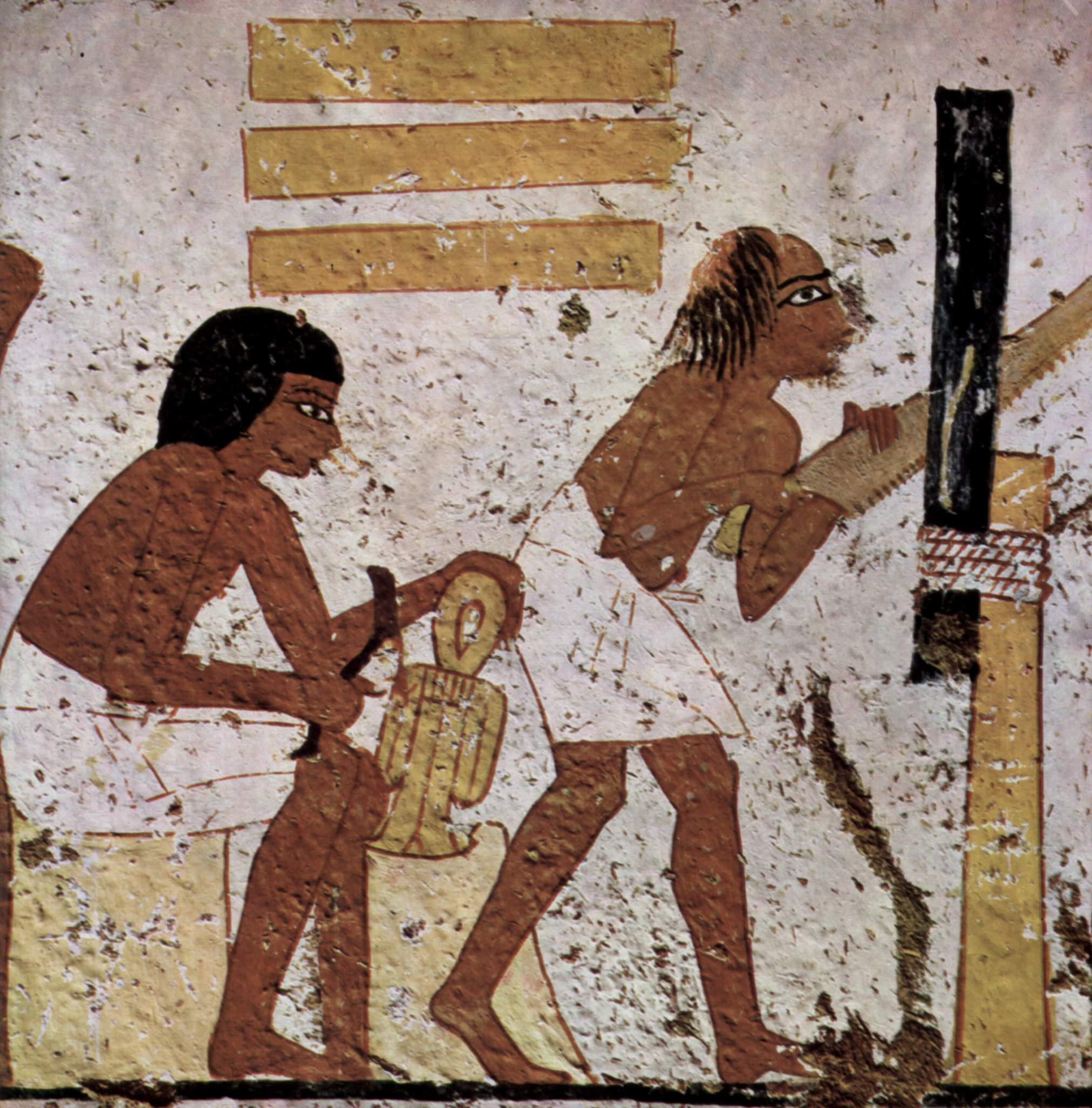
Carpintería egipcia antigua

Junto con la piedra, la arcilla y las partes de animales, la madera fue uno de los primeros materiales trabajados por los primeros humanos. El análisis de micro desgaste de las herramientas de piedra Musterienses utilizadas por los neandertales muestran que muchas fueron utilizadas para trabajar la madera. El desarrollo de la civilización estuvo estrechamente relacionado con el desarrollo de grados cada vez mayores de habilidad en el trabajo de estos materiales.

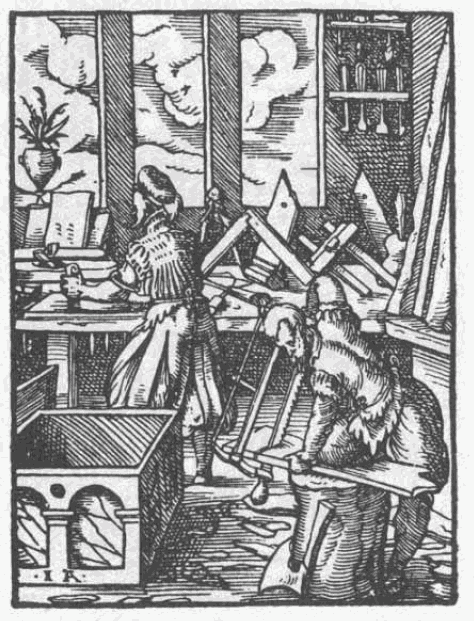
Taller de carpintería en Alemania en 1568, el trabajador del frente está usando una sierra de arco, el del fondo está cepillando..

Entre los primeros hallazgos de herramientas de madera se encuentran los palos trabajados de Kalambo Falls, Clacton-on-Sea y Lehringen. Las lanzas de Schöningen (Alemania) proporcionan algunos de los primeros ejemplos de artes de caza de madera. Se utilizaron herramientas de pedernal para tallar. Desde el Neolítico, se conocen vasijas de madera tallada, por ejemplo, de los pozos de cultivo de cerámica lineal en Kückhofen y Eythra.
Ejemplos de tallas de madera de la Edad de Bronce incluyen troncos de árboles trabajados en ataúdes del norte de Alemania y Dinamarca y sillas plegables de madera. El sitio de Fellbach-Schmieden en Alemania ha proporcionado excelentes ejemplos de estatuas de animales de madera de la Edad del Hierro. Los ídolos de madera del período de La Tène se conocen de un santuario en la fuente del Sena en Francia.

### Antiguo Egipto
Existe evidencia significativa de carpintería avanzada en el antiguo Egipto. La carpintería está representada en muchos dibujos egipcios antiguos existentes, y se ha conservado una cantidad considerable de muebles egipcios antiguos (como taburetes, sillas, mesas, camas, cofres). Las tumbas representan una gran colección de estos artefactos y los ataúdes interiores encontrados en las tumbas también estaban hechos de madera. El metal utilizado por los egipcios para las herramientas de carpintería era originalmente el cobre y, finalmente, después del 2000 AC, el bronce como trabajo del hierro fue desconocido hasta mucho después.
Comúnmente utilizado herramientas para trabajar la madera incluidos hachas, azuelas, cinceles, sierras de tracción, y el arco taladros. Los ensambles de caja y espiga están atestiguadas desde el período predinástico más temprano. Estas uniones se reforzaron con clavijas, tacos y correas de cuero o con cordones. El pegamento animal llegó a usarse solo en el período del Nuevo Imperio. Los antiguos egipcios inventaron el arte del enchapado y utilizaron barnices para el acabado, aunque se desconoce la composición de estos barnices. Aunque se utilizaron diferentes acacias autóctonas, al igual que la madera de los sicomoros y tamariscos locales, la deforestación en el valle del Nilo provocó la necesidad de importar madera, en particular cedro, pero también pino carrasco, boj y roble, a partir de la segunda Dinastía.

### Roma antigua
La carpintería era esencial para los romanos. Proporcionó material para la construcción, transporte, herramientas y artículos para el hogar. La madera también proporcionó tuberías, tinte, materiales impermeabilizantes y energía para el calor.: 1  Aunque la mayoría de los ejemplos de carpintería romana se han perdido,: 2  el registro literario conservó gran parte del conocimiento contemporáneo. Vitruvio dedica todo un capítulo de su De architectura a la madera, conservando muchos detalles. Plinio, aunque no era botánico, dedicó seis libros de su Historia natural a los árboles y las plantas leñosas, proporcionando una gran cantidad de información sobre los árboles y sus usos.

### China antigua
Se considera que los progenitores de la carpintería china son Lu Ban (魯班) y su esposa Lady Yun, del período de primaveras y otoños (771 a 476 aC). Se dice que Lu Ban introdujo la garlopa, la línea de tiza y otras herramientas en China. Sus enseñanzas fueron supuestamente legadas en el libro Lu Ban Jing (魯班 經, "Manuscrito de Lu Ban"). A pesar de esto, se cree que el texto fue escrito unos 1500 años después de su muerte. Este libro está lleno en gran parte de descripciones de dimensiones para su uso en la construcción de varios elementos, como macetas, mesas, altares, etc., y también contiene instrucciones detalladas sobre el Feng Shui. No menciona casi nada de la intrincada carpintería sin pegamento y sin clavos por la que los muebles chinos eran tan famosos.

## Actualidad

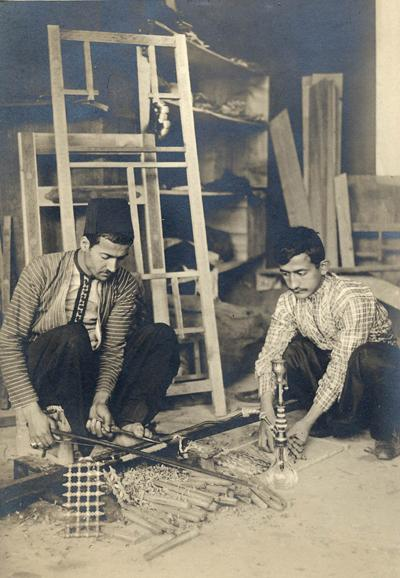
Trabajadores de la madera en Damasco torneando madera para mashrabiya y pipas de agua,.

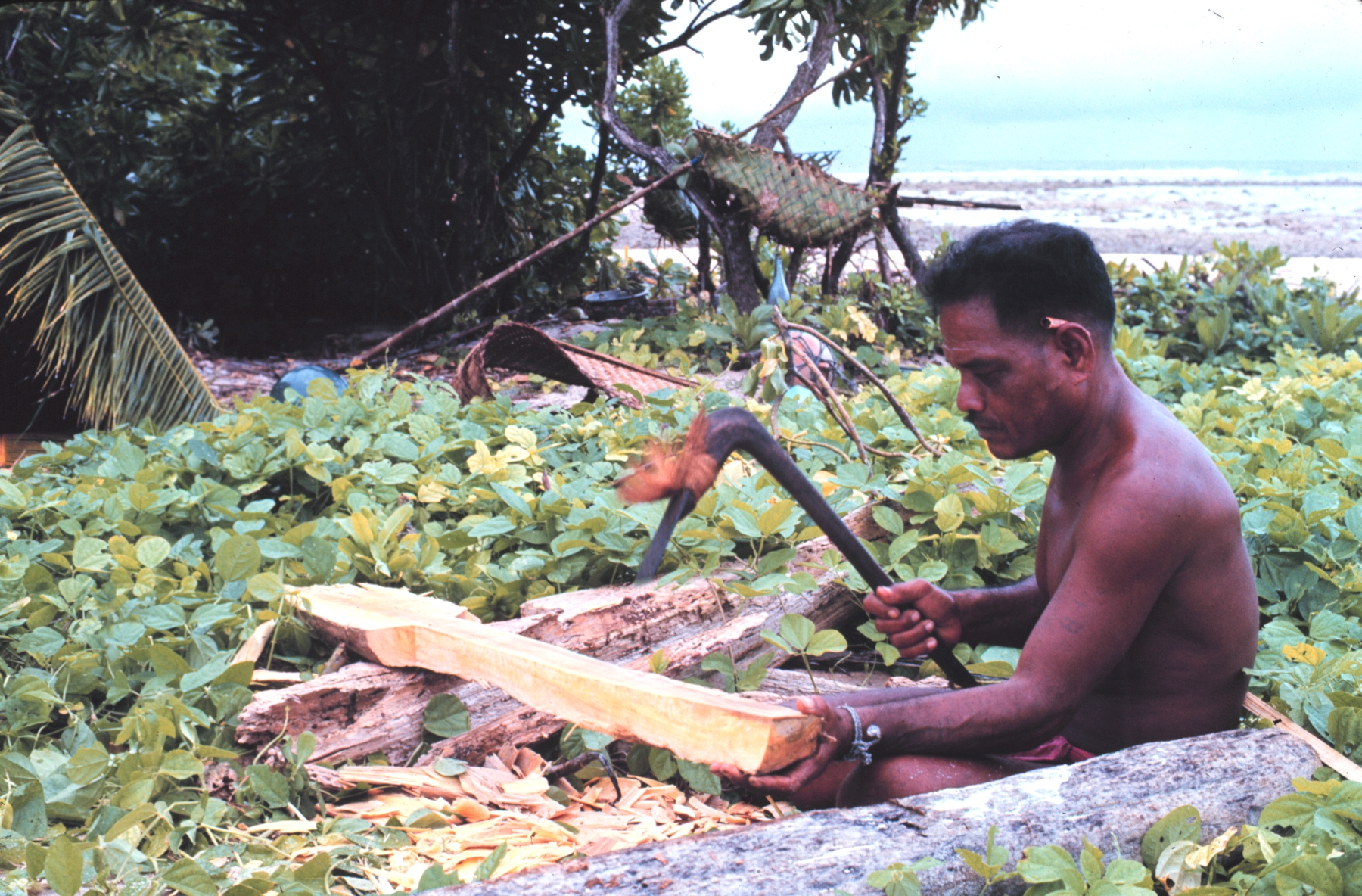
Un nativo de Micronesia de Tobi, Palau, fabricando un remo para su wa con una azuela.

Con los avances en la tecnología moderna y las demandas de la industria, la carpintería como campo ha cambiado. El desarrollo de máquinas controladas numéricamente por computadora (CNC), por ejemplo, nos ha permitido producir y reproducir productos en masa más rápido, con menos desperdicio y, a menudo, con un diseño más complejo que nunca. Los enrutadores de madera CNC pueden tallar formas complicadas y muy detalladas en material plano, para crear carteles o arte. Las herramientas eléctricas recargables aceleran la creación de muchos proyectos y requieren mucha menos fuerza corporal que en el pasado, por ejemplo, al perforar varios orificios. Sin embargo, la artesanía fina de la madera sigue siendo un oficio que muchos practican. Sigue habiendo demanda de trabajos hechos a mano, como muebles y artes, sin embargo, con la tasa y el costo de producción, el costo para los consumidores es mucho mayor.

## Materiales
Históricamente, los trabajadores de la madera dependían de las maderas nativas de su región, hasta que las innovaciones en el transporte y el comercio hicieron que las maderas más exóticas estuvieran disponibles para el artesano. Las maderas se clasifican típicamente en tres tipos básicos: maderas duras tipificadas por grano compacto y provenientes de árboles de hoja ancha, maderas blandas de árboles coníferos y materiales artificiales como madera contrachapada y fibro panel.
Las maderas duras, botánicamente conocidas como angiospermas, son de hoja caduca y mudan sus hojas anualmente con los cambios de temperatura. Las maderas blandas provienen de árboles botánicamente conocidos como gimnospermas, que son coníferas y permanecen verdes durante todo el año. Aunque es un patrón general, las maderas blandas no siempre son necesariamente "más blandas" que las maderas duras, y viceversa.
La madera blanda se encuentra con mayor frecuencia en las regiones del mundo con temperaturas más bajas y, por lo general, es menos duradera, más liviana y más vulnerable a las plagas y los ataques de hongos en comparación con las maderas duras. Por lo general, tienen un color más pálido y una veta más abierta que las maderas duras, lo que contribuye a la tendencia de la madera blanda talada a encogerse e hincharse a medida que se seca. Las maderas blandas suelen tener una densidad más baja, alrededor de 432–592 kg/m³, lo que puede comprometer su resistencia. Sin embargo, la densidad varía tanto en las maderas blandas como en las frondosas, según el origen geográfico de la madera y la tasa de crecimiento. Sin embargo, la menor densidad de las maderas blandas también le permite tener una mayor resistencia con un peso más ligero. En los Estados Unidos, las maderas blandas suelen ser más baratas y están más disponibles y accesibles. La mayoría de las maderas blandas son adecuadas para la construcción en general, especialmente enmarcados, molduras y trabajos de acabado y carcasas.
Las maderas duras se dividen en dos categorías, maderas duras templadas y tropicales, según su origen. Las maderas duras templadas se encuentran en las regiones entre los trópicos y los polos, y son de particular interés para los trabajadores de la madera por su atractivo estético rentable y fuentes sostenibles. Las maderas duras tropicales se encuentran dentro del cinturón ecuatorial, incluidas África, Asia y América del Sur. Las maderas duras ostentan una densidad más alta, alrededor de 1041 kg/m³ como resultado de tasas de crecimiento más lentas y son más estables al secarse. Como resultado de su alta densidad, las maderas duras suelen ser más pesadas que las blandas, pero también pueden ser más frágiles. Si bien hay una gran cantidad de especies de madera dura, solo 200 son lo suficientemente comunes y flexibles para usarse en la carpintería.  Las maderas duras tienen una amplia variedad de propiedades, por lo que es fácil encontrar una madera dura que se adapte a casi cualquier propósito, pero son especialmente adecuadas para uso en exteriores debido a su fuerza y resistencia a la putrefacción y descomposición. La coloración de las maderas duras varía de clara a muy oscura, lo que la hace especialmente versátil para fines estéticos. Sin embargo, debido a que las maderas duras tienen una veta más cercana, suelen ser más difíciles de trabajar que las maderas blandas. También son más difíciles de adquirir en los Estados Unidos y, como resultado, son más costosos.

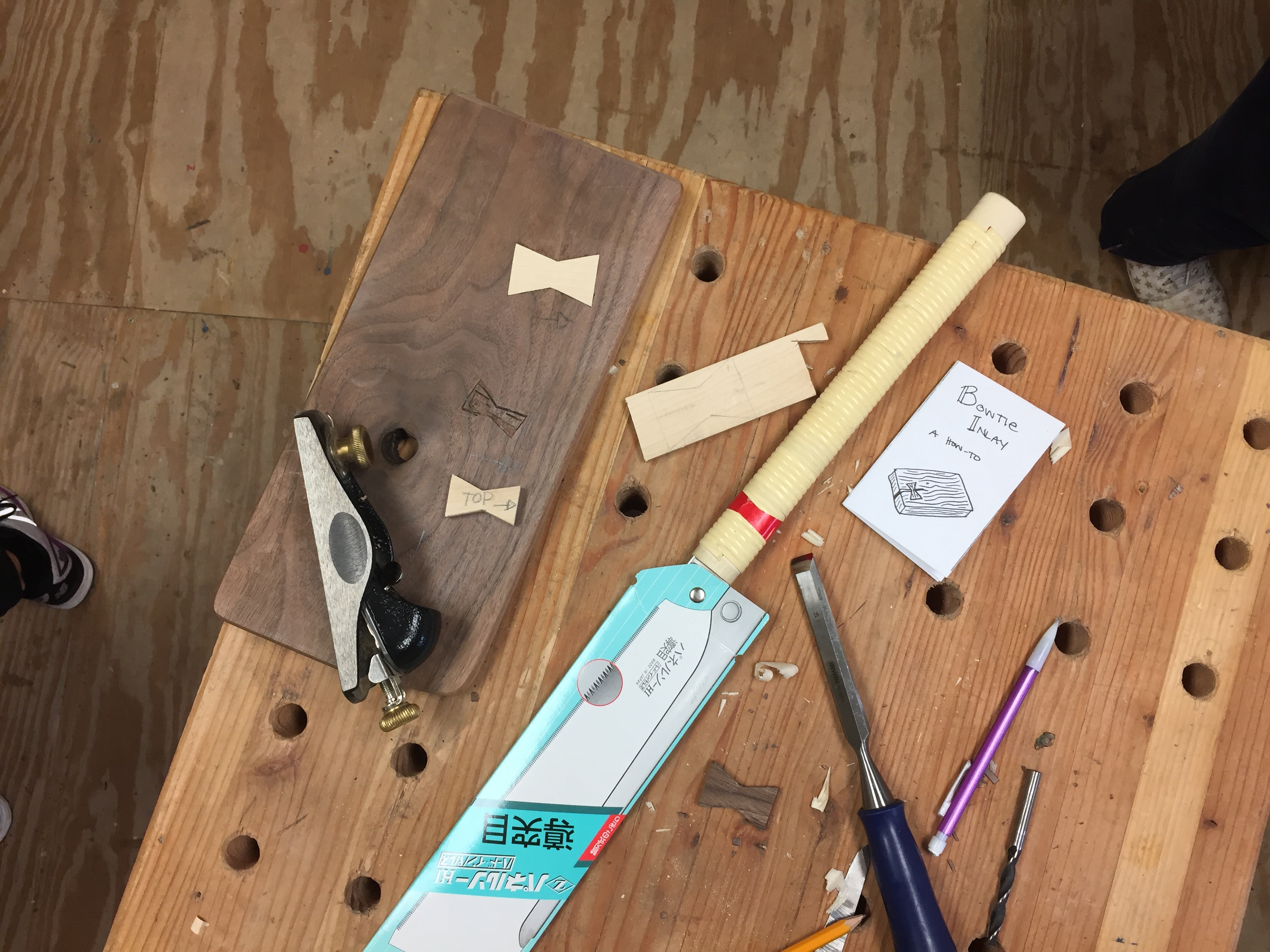
Herramientas manuales de carpintería.

Por lo general, los muebles , como mesas y sillas, se fabrican con material sólido de madera dura debido a su fuerza y resistencia a la deformación. Además, también tienen una mayor variedad de patrones de vetas y colores y tienen un mejor acabado que permite al carpintero ejercer una gran libertad artística. Las maderas duras se pueden cortar de forma más limpia y dejar menos residuos en las hojas de sierra y otras herramientas para trabajar la madera. Los fabricantes de muebles y accesorios emplean madera contrachapada y otros productos de paneles artificiales. Algunos muebles, como la silla Windsor, involucran carpintería verde , moldeada con madera mientras contiene su humedad natural antes del secado.

### Maderas blandas comunes utilizadas para muebles

#### Cedro
Los cedros son maderas blandas aromáticas y fuertes que son capaces de soportar los elementos del exterior, el más común de los cuales es el cedro rojo occidental. El cedro rojo occidental puede soportar ambientes húmedos sin sucumbir a la pudrición y, como resultado, se usa comúnmente para proyectos al aire libre como patios, muebles de exterior y exteriores de edificios. Esta madera se puede encontrar por un precio moderado.

#### Abeto
En EE. UU., el abeto, también conocido como abeto de Douglas, es económico y común en los centros domésticos locales. Tiene una veta recta y pronunciada característica con un tinte marrón rojizo. Sin embargo, su patrón de vetas es relativamente sencillo y no se tiñe bien, por lo que el abeto se usa comúnmente cuando se pinta el producto terminado. Si bien se usa comúnmente para la construcción, esta madera blanda también sería adecuada para la fabricación de muebles.

#### Pino
El pino blanco, el pino ponderosa y el pino amarillo del sur son especies comunes que se utilizan en la fabricación de muebles. El pino blanco y la ponderosa se utilizan normalmente para proyectos de interior, mientras que el pino amarillo del sur se recomienda para proyectos al aire libre debido a su durabilidad.

### Maderas duras comunes utilizadas para muebles

#### Fresno
Por su madera dura el fresno es relativamente fácil de trabajar y se tiñe bien, pero su color de blanco a marrón claro con una veta recta es visualmente atractivo por sí solo. Sin embargo, el fresno es mucho más difícil de encontrar que otras maderas comunes.

#### Abedul
Ya sea abedul amarillo o blanco, estas maderas duras son estables y fáciles de trabajar. A pesar de esto, el abedul es propenso a mancharse cuando se tiñe, por lo que probablemente lo mejor sea pintar productos de abedul. El abedul se encuentra fácilmente en muchos centros domésticos y es una madera dura relativamente económica.

#### Cerezo
Popular y fácil de trabajar, el cerezo tiene una gran demanda por su color marrón rojizo y su facilidad de tinción y acabado. Es probable que Cherry no esté en el centro de origen local, pero debería estar en un almacén de madera por un precio algo caro. Esta madera dura es un material muy común para muebles y es resistente al desgaste normal, pero es mejor para piezas de interior.

#### Caoba
Una madera dura, la caoba tiene un tinte característico de marrón rojizo a rojo intenso y es conocida como "una de las mejores maderas para muebles". Sin embargo, la caoba no se cultiva típicamente en bosques sostenibles y, por lo tanto, tiene un precio elevado en los aserraderos locales.

#### Roble
Con dos variedades, tinto y blanco, se sabe que el roble es fácil de trabajar y relativamente fuerte. Sin embargo, los fabricantes de muebles a menudo optan por el roble blanco sobre el roble rojo por su figura atractiva y resistencia a la humedad. Dependiendo del tipo que se necesite, es probable que el roble se pueda encontrar en un centro doméstico local o en un almacén de madera por un precio un poco más caro que otras maderas duras.

#### Arce
Con fuerza, robustez y durabilidad, el arce es un material común para muebles de dormitorio e incluso gabinetes de porcelana. El arce es resistente a la humedad y con frecuencia muestra remolinos destacados en la veta de la madera, un diferenciador estéticamente agradable de otras maderas duras. Aunque normalmente es un color más claro, el arce también se puede teñir y pintar bien.

### Factores en la elección de materiales
Hay muchos factores a considerar al decidir qué tipo de madera usar para un proyecto. Uno de los más importantes es la trabajabilidad de la madera: la forma en que responde cuando se trabaja a mano o con herramientas, la calidad de la veta y cómo responde a los adhesivos y acabados. Cuando la trabajabilidad de la madera es alta, ofrece una menor resistencia al corte y tiene un menor efecto de embotamiento  en las herramientas. La madera altamente trabajable es más fácil de manipular para conseguir las formas deseadas. Si la veta de la madera es recta y uniforme, será mucho más fácil crear juntas encoladas fuertes y duraderas. Además, ayudará a proteger la madera para que no se parta al clavarla o atornillarla. Los granos grandes requieren un largo proceso de limado y lijado del grano para producir un resultado uniforme y suave.
Otro factor importante es la durabilidad de la madera, especialmente en lo que respecta a la humedad. Si el proyecto terminado estará expuesto a la humedad (por ejemplo, proyectos al aire libre) o alta humedad o condensación (por ejemplo, en cocinas o baños), entonces la madera debe ser especialmente duradera para evitar que se pudra. Debido a sus cualidades aceitosas, muchas maderas duras tropicales como la teca y la caoba son populares para tales usos.

#### Maderas con buenas propiedades de funcionamiento[9]
- Agba o Tola (Prioria balsamifera)
- Aliso (Alnus glutinosa)
- Tilo (Tilia americana)
- Obeah (Triplochiton scleroxylon)
- Pino (Pinus)
- Cedro occidental (Thuja plicata)

#### Maderas muy duraderas[9]
- Teca (Tectona grandis)
- Hierro (Milicia excelsa)
- Jarrah (Eucalyptus marginata)
- Castaño (Castanea)
- Roble (Quercus)
- Cedro (Thuja)

#### Maderas utilizadas para tallar
Si bien se pueden usar muchas maderas para tallar, hay algunas favoritas claras, que incluyen álamo temblón, tilo, nogal, nogal negro y roble. Debido a que casi no tiene vetas y es notablemente suave, el tilo es particularmente popular entre los talladores principiantes. Se utiliza en muchos instrumentos de bajo costo como guitarras y bajos eléctricos. El álamo temblón es igualmente blando, aunque un poco más duro, fácil de conseguir y económico. El nogal blanco americano tiene un tono más profundo que el tilo y el álamo temblón y tiene una veta agradable que es fácil de tallar y, por lo tanto, amigable para los principiantes. También es adecuado para muebles. Si bien es más caro que el tilo, el álamo temblón y el nogal negro, el nogal negro es una opción popular por su rico color y vetas. Por último, el roble es una madera fuerte, robusta y versátil para tallar con una veta definida. También es una madera popular para la fabricación de muebles.